# هوین (هوراند)
هوین یکی از روستاهای استان آذربایجان شرقی است که در دهستان چهاردانگه بخش مرکزی شهرستان هوراند واقع شده‌است.